# 若生英俊
若生 英俊（わこう ひでとし、1950年3月13日 - ）は、日本の政治家。元宮城県富谷町長（第4代、2期）。元富谷市議会議員（2期）。

## 略歴
宮城県黒川郡富谷町（現・富谷市）出身。宮城県仙台第三高等学校卒業、明治大学法学部法律学科卒業。
卒業後は小中学校教員、会社員を経て行政書士事務所を開業する。
1999年と2003年の富谷町長選挙に立候補するが、いずれも現職で自身の従兄弟に当たる若生照男に敗れた。新聞には「因縁の対決」「骨肉の争い」と書かれた。
2006年12月富谷町長の若生照男が死去。翌年2月の町長選挙に立候補して、若生照男の長男の若生裕俊らを破って初当選。町長を2期務めた。
町長時代には前町長が廃止した助役を復活させた。
2012年に元町職員から「パワハラを受けた」として慰謝料の支払いを仙台地裁に提訴された。裁判は「慰謝料の請求を棄却する」として、原告敗訴となった。
2015年2月の町長選挙で若生裕俊に敗れ、落選。同年8月の富谷町議会議員選挙に立候補して当選。翌年富谷町の市制施行により、富谷市議会議員となる。富谷市議を2期務め、2023年に市議を引退した。
2024年（令和6年）11月の秋の叙勲において、旭日双光章を受章した。

## 選挙歴
- 1999年（平成11年）4月 - 富谷町長選に落選。
- 2003年（平成15年）4月 - 富谷町長選に再び立候補するも落選。
- 2007年（平成19年）2月 - 富谷町長に当選。
- 2011年（平成23年）2月 - 富谷町長に再選。
- 2015年（平成27年）2月 - 町長選に落選[8]。
- 2015年（平成27年） - 富谷町議選に立候補し、当選[9]。
- 2019年（令和3年） - 富谷市議会議員に再選[10]。

## 親族
- 若生裕俊（富谷市長、父方の従弟）